# Krajowy znak jakości ZSRR

Krajowy znak jakości ZSRR

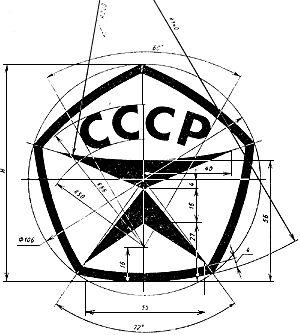
Krajowy znak jakości ZSRR

Krajowy znak jakości ZSRR (ros. Государственный знак качества СССР) - oficjalne oznaczenie używane w Związku Socjalistycznych Republik Radzieckich potwierdzające jakość wyrobów ustanowione w 1967.
Był używany do oznaczania dóbr konsumpcyjnych i produkcyjno-technicznych, w celu potwierdzenia ich wysokiej jakości oraz, w założeniu, przyczynić się do wzrostu efektywności produkcji w ZSRR.
Prawo używania znaków przyznawano przedsiębiorstwom na okres od dwóch do trzech lat na podstawie rezultatów atestacji jakości produkowanych przez nie wyrobów. 
Zasady używania znaku regulowała norma GOST 1.9-67 z 7 kwietnia 1967. Znak symbolizował człowieka.